# Max Leitner
Max Leitner (Elvas di Bressanone, 27 maggio 1958 – Merano, 23 luglio 2024) è stato un criminale italiano, noto anche come "Il re delle evasioni" e "Vallanzasca dell'Alto Adige", essendo riuscito a fuggire per ben 5 volte da altrettante carceri.

## Biografia
La sua carriera criminale iniziò a essere nota dopo una serie di rapine (perlopiù a banche, cambiavalute e portavalori) effettuate negli anni Ottanta in Alto Adige e in altre zone dell'Italia settentrionale. Successivamente si spinse anche in Austria, dove nell'agosto del 1990, presso l'uscita di Innsbruck-sud della Brenner Autobahn, provò ad assaltare un veicolo portavalori che trasportava 90 milioni di scellini: ne scaturì un conflitto a fuoco con gli agenti di scorta, dopodiché Leitner fu arrestato e condannato da una giuria a dodici anni di carcere. Mal sopportando il regime carcerario austriaco, Leitner evase dopo pochi giorni, per poi consegnarsi quasi subito alla polizia italiana presso il confine di stato a Prato alla Drava, dichiarando di preferire la reclusione in Italia piuttosto che in Austria, dove le galere a suo dire erano "medievali".
Trasdotto nel carcere di Bolzano, per diverso tempo tenne un comportamento esemplare, così da ottenere un regime carcerario più morbido: in tal modo riuscì ad evadere per la seconda volta nel 1992, calandosi con dei lenzuoli da una finestra della casa circondariale. Rimase latitante per 6 mesi, per poi costituirsi nel 1993 a Padova: rinchiuso nella città veneta, evase per la terza volta il 2 giugno 2002, durante un permesso premio concesso dal Tribunale di sorveglianza.
Nel luglio del 2003 Leitner, insieme a due complici, rapinò la filiale della Cassa Raiffeisen di Molini di Tures. Dopo aver perpetrato il colpo, i ladri fuggirono a bordo di una Fiat Uno rubata; inseguiti da una pattuglia dei Carabinieri, poco dopo persero il controllo del veicolo, che si ribaltò, finendo in un fossato. Leitner e i complici tentarono di fuggire a piedi nascondendosi nei campi coltivati, ma vennero rapidamente raggiunti e arrestati. All'interno dell'auto rubata furono rinvenuti i 30.000 euro sottratti alla banca, una mitragliatrice Beretta con le munizioni, parrucche, attrezzi da scasso, esplosivo, due ricetrasmittenti e un visore notturno.
Successivamente condannato a sette anni di reclusione per rapina e fabbricazione di armi e materiale esplosivo, venne trasferito nel carcere di Bergamo; per il cumulo delle pene, Leitner avrebbe dovuto rimanese in carcere fino al 2012, ma dopo circa due mesi di reclusione riuscì nuovamente ad evadere, il 14 ottobre 2004, assieme al malavitoso Emanuele Radosta. Il 29 dicembre 2004 Leitner e Radosta vennero rintracciati e arrestati a Rabat, in Marocco, ed estradati in Italia; il criminale altoatesino disse che la fuga venne organizzata dalla mafia e che lui vi si ritrovò coinvolto. La corte di Brescia condannò entrambi per quest'evasione a ulteriori 3 anni e 8 mesi di reclusione.
Il 6 aprile 2011 Leitner, ottenuto un permesso premio, si recò in visita alla sua famiglia (i genitori e i fratelli, con cui aveva tenuto un ottimo rapporto) per tre ore, sempre tenuto sotto stretta sorveglianza di quattro agenti della polizia penitenziaria: nuovamente diede a vedere un comportamento esemplare. La quinta evasione avvenne il 27 ottobre 2011. Detenuto presso il carcere di Asti da giugno 2007, con fine pena prevista per il 2019, egli chiese al cappellano del carcere, don Giuseppe Bussolino, di poterlo accompagnare al suo paese natio per incontrare la madre Frieda e per rendere visita alla tomba del padre, deceduto due mesi prima. Il 27 ottobre 2011 il cappellano decise di accompagnarlo, ma allorché si fermarono per rifornire l'auto in un'area di servizio dell'Autostrada A22 presso Rovereto, Leitner si diede alla fuga. Don Bussolino, dopo questo rovescio, si dimise da cappellano carcerario.
In questo frangente si ipotizzò che Leitner volesse ricongiungersi alla figlia Bettina, residente in Irlanda, la quale già diverse volte in precedenza si recò a fargli visita in prigione: gli inquirenti italiani pertanto allertarono la Garda Síochána affinché lo fermasse nell'evenienza.
Il 29 novembre 2011 Leitner inviò dalla latitanza un videomessaggio al quotidiano di Bolzano Neue Südtiroler Tageszeitung, che lo pubblicò poco dopo sul web. In esso il criminale si rivolse al presidente della Repubblica Giorgio Napolitano, implorando la sua grazia in quanto «povera vittima di persecuzione» desiderosa di «vivere una vita normale e leale»; disse altresì di essere in condizioni fisiche e mentali molto precarie, tali da non permettere più una sua reclusione in carcere.
La pista per la sua cattura prese corpo allorché una foto ritrovata nella sua cella ad Asti fu identificata come quella di suo cugino, Erwin Heinrich Purer, proprietario di un piccolo stabile isolato a Vandoies di Sopra, in Val Pusteria. Alle ore 7:55 del 7 dicembre 2011 un blitz al quale partecipò anche il gruppo di intervento speciale (GIS) mise fine alla fuga di Leitner dopo 42 giorni di latitanza; il cugino fu a sua volta arrestato con l'accusa di favoreggiamento.
Già in occasione della sua ultima visita ai genitori (aprile 2011), Leitner affermò di soffrire di una grave forma di insonnia, nonché di attacchi d'ansia, di problemi cardiaci e di una progressiva paralisi alla mano sinistra. Al di là della sua tendenza alla mitomania e all'esagerazione, soprattutto dopo il 2015 la salute di Leitner declinò progressivamente: gli furono quindi dapprima concessi gli arresti domiciliari, dopodiché nel marzo del 2017 il giudice di sorveglianza, a fronte della segnalazione di frequenti litigi in famiglia, soprattutto con uno dei fratelli, dispose il trasferimento del detenuto dapprima presso il reparto psichiatrico dell'ospedale di Bressanone, poi in una struttura in provincia di Verona.
Rimesso in libertà, nel 2019 dettò le proprie memorie alla scrittrice Clementine Skorpil, che le raccolse nel libro biografico Max Leitner, il re delle evasioni, pubblicato in italiano e tedesco dall'editore Raetia di Bolzano; disse altresì di voler fare appello alla Corte europea per i diritti dell'uomo di Strasburgo per ottenere una compensazione alle sue condanne, che definì sproporzionate rispetto ai reati commessi, segnatamente rivendicando di non aver mai usato violenza contro persone.
Fu arrestato per l'ultima volta nel settembre 2021 con l'accusa di aver sparato a una vettura dove una prostituta si era appartata con un cliente, nella zona industriale di Bolzano; nella sua auto (in cui si trovava con un cittadino austriaco incensurato, a sua volta fermato) furono trovati una pistola calibro 9 di fabbricazione cinese, un fucile calibro 22, un coltello e un taser. Il Tribunale dispose una perizia psichiatrica: dichiarato seminfermo di mente, nel marzo 2022 gli fu concessa la libertà vigilata in attesa di giudizio con domicilio obbligatorio a Merano e l'obbligo di sottoporsi a cure.
Il 1º dicembre 2023, per il progressivo aggravarsi del suo quadro clinico, gli vennero revocati tutti i provvedimenti di restrizione alla libertà: Leitner rimase comunque a Merano, nell'appartamento che gli fu messo a disposizione dai servizi sociali comunali; ai primi del 2024, allorché prese il via il processo per la sparatoria del 2021, gli fu inizialmente irrogata la sorveglianza speciale, che tuttavia venne revocata nel giro di un mese. A metà aprile Leitner non si presentò all'incidente probatorio e il suo avvocato chiese e ottenne il rinvio dell'udienza, sempre per motivi di infermità.
Tre mesi dopo Leitner morì nell'appartamento di Merano: il suo cadavere venne trovato da un amico che lo assisteva, nel pomeriggio del 23 luglio 2024.